# 国道312号

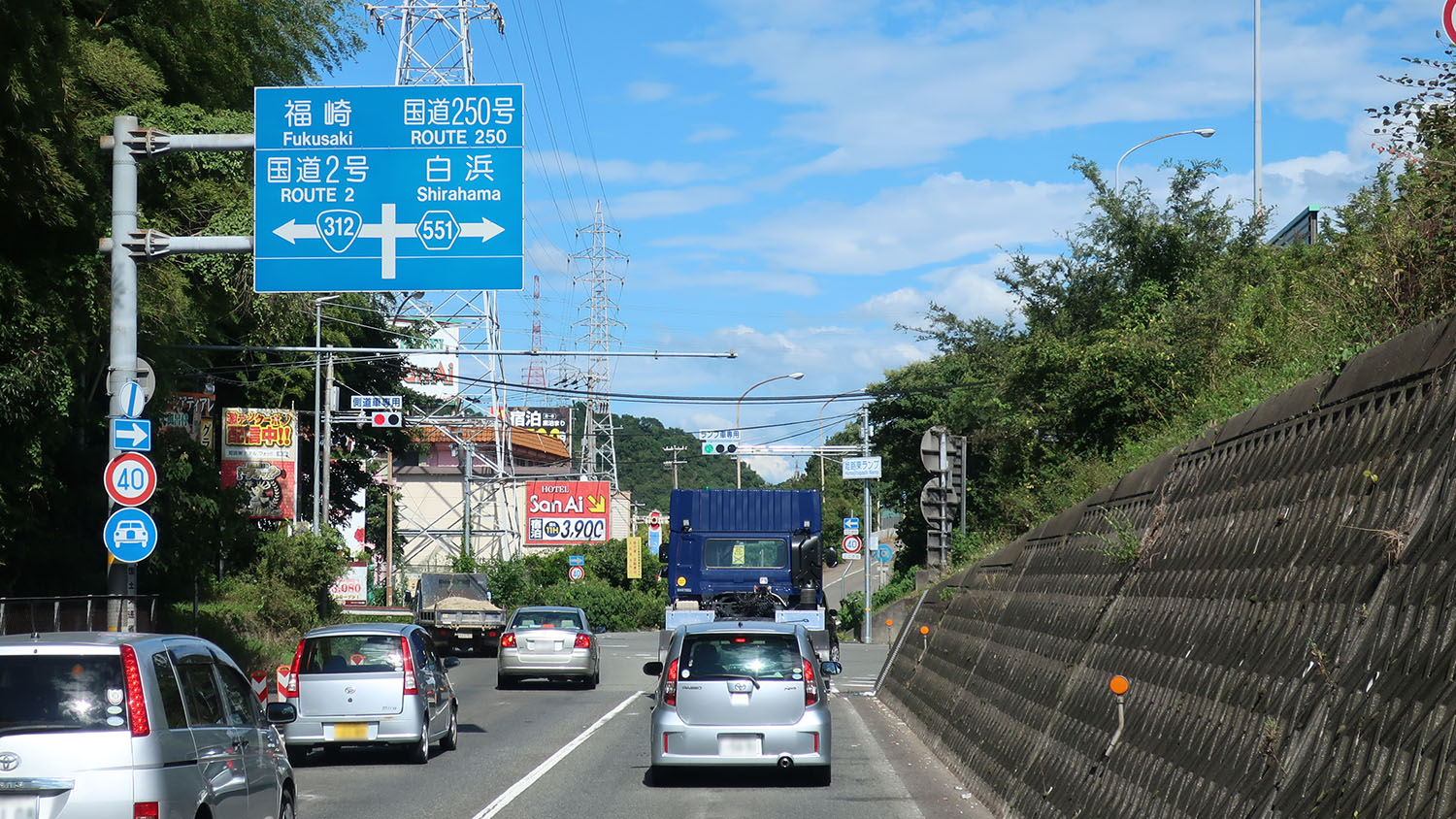
国道312号 終点
兵庫県姫路市 姫路東ランプ交差点

国道312号（こくどう312ごう）は、京都府宮津市から兵庫県姫路市に至る一般国道である。

## 概要
兵庫県姫路市から京都府宮津市までを結ぶ道路であり、兵庫県の中播磨地区・但馬地区・京都府の丹後地区の幹線道路として機能しており、緊急輸送道路に指定されている。全体的に2車線である。

### 路線データ
一般国道の路線を指定する政令に基づく起終点および重要な経過地は次のとおり。
- 起点：宮津市（新大手橋 = 国道176号起点）
- 終点：姫路市（姫路東ランプ = 国道2号・姫路バイパス）
- 重要な経過地：京都府与謝郡野田川町[注釈 2]、京都府中郡峰山町[注釈 3]、京都府熊野郡久美浜町[注釈 3]、豊岡市、兵庫県城崎郡日高町[注釈 4]、兵庫県養父郡八鹿町[注釈 5]、兵庫県朝来郡和田山町[注釈 6]、兵庫県朝来郡朝来町[注釈 6]、兵庫県朝来郡生野町[注釈 6]、兵庫県神崎郡神崎町[注釈 7]
- 総延長 : 243.1 km（京都府 71.1 km、兵庫県 172.0 km）重用延長を含む[3][注釈 8]
- 重用延長 : 39.7 km（京都府 27.5 km、兵庫県 12.2 km）[3][注釈 8]
- 未供用延長 : なし[3][注釈 8]
- 実延長 : 203.4 km（京都府 43.6 km、兵庫県 159.8 km）[3][注釈 8]
  - 現道 : 161.1 km（京都府 43.3 km、兵庫県 117.7 km）[3][注釈 8]
  - 旧道 : なし[3][注釈 8]
  - 新道 : 42.3 km（京都府 0.3 km、兵庫県 42.0 km）[3][注釈 8]
- 指定区間：国道9号と重複する区間（兵庫県養父市 - 朝来市）[4]

## 歴史
- 1970年（昭和45年）4月1日 - 一般国道312号（京都府宮津市 - 兵庫県姫路市）として指定。
- 1982年（昭和57年）4月1日 - 国道178号の経路変更に伴い、旧道（宮津市 - 熊野郡久美浜町（現・京丹後市））が国道312号単独区間となる。
- 2022年（令和4年）11月26日 - 野中バイパス（京丹後市久美浜町佐野 - 久美浜町野中、1.2 km）が開通する[5]。

## 路線状況

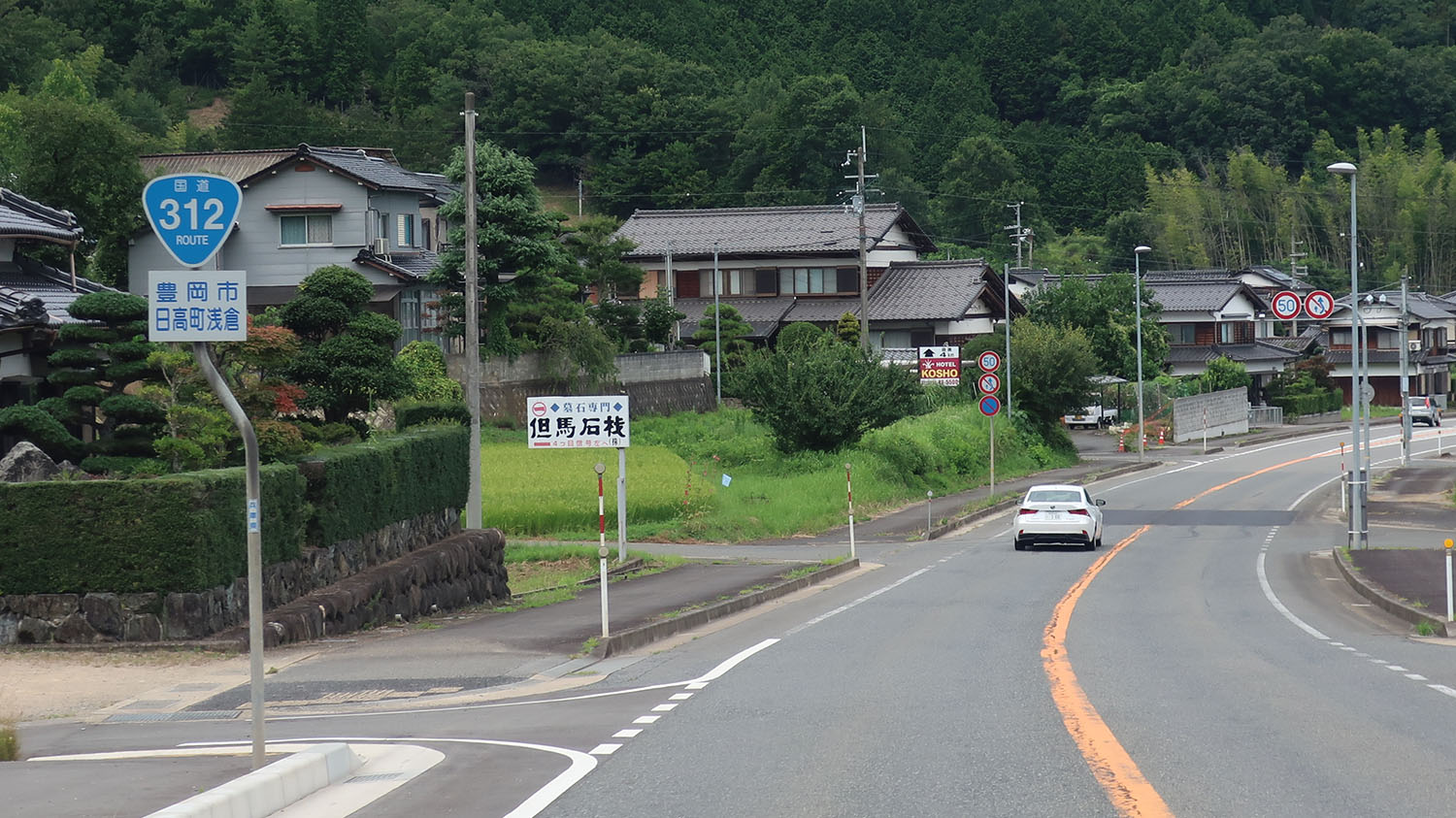
日高バイパス
兵庫県豊岡市日高町浅倉

### 別名
- 円山川リバーサイドライン（朝来市生野地区 - 同市和田山町玉置間、および養父市八鹿町上小田 - 豊岡市中央町間）
- 但馬街道
- 姫豊バイパス（姫路市砥堀・砥堀IC交差点 - 同市市川橋通・姫路天神前交差点間の4車線区間）

### バイパス
- E95 播但連絡道路
- 日高バイパス
- 比治山バイパス
- 大宮バイパス
- E9 山陰近畿自動車道（大宮峰山道路＝事業中）（野田川大宮道路）（宮津与謝道路）

### 道の駅
- 兵庫県
  - あさご（朝来市）
  - フレッシュあさご（朝来市）
  - 銀の馬車道・神河（神崎郡神河町）
  - 但馬楽座[注釈 9]（養父市）

## 地理

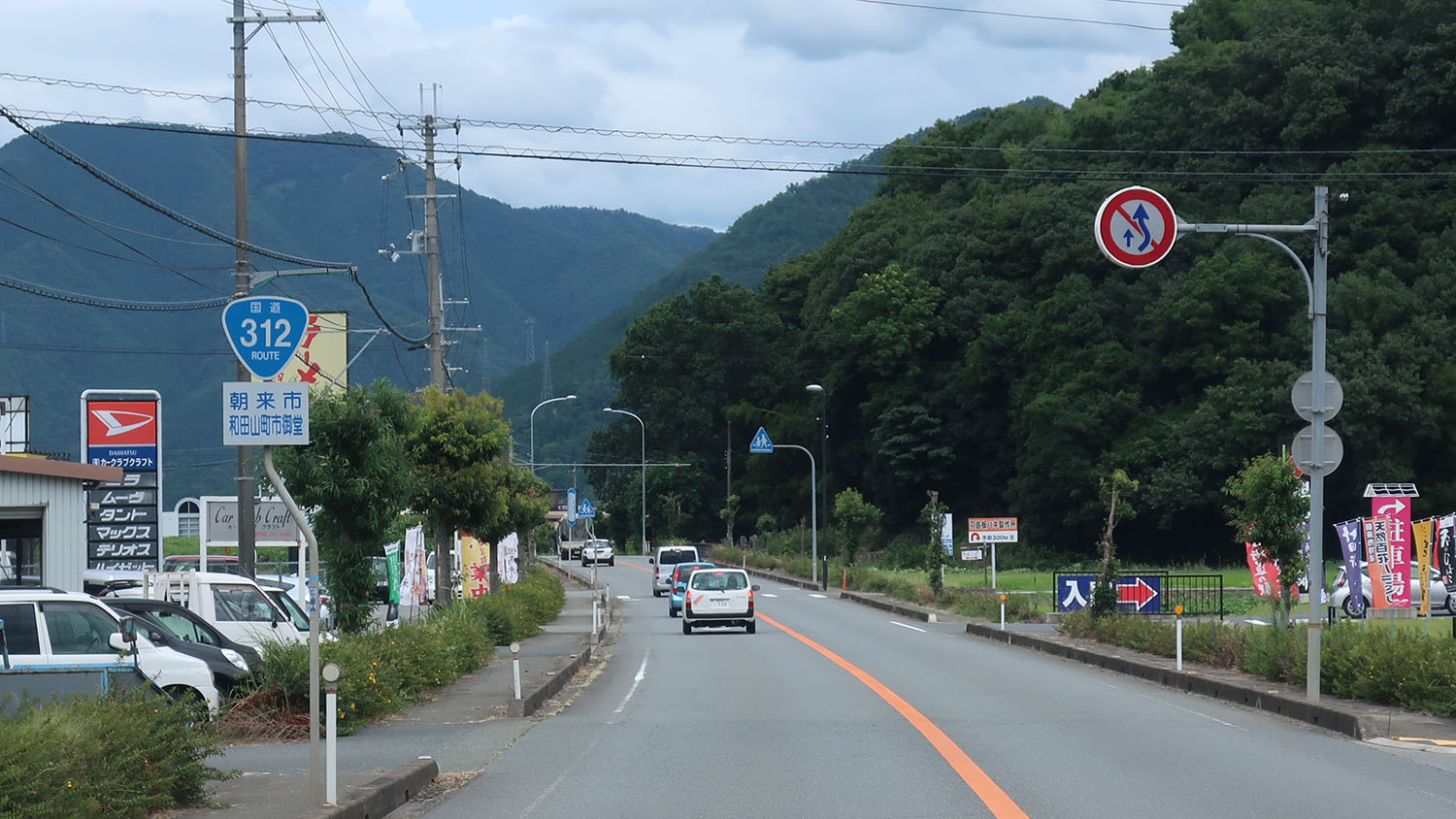
兵庫県朝来市和田山町

### 通過する自治体
- 京都府
  - 宮津市 - 与謝郡与謝野町 - 京丹後市
- 兵庫県
  - 豊岡市 - 養父市 - 朝来市 - 神崎郡神河町 - 神崎郡市川町 - 神崎郡福崎町 -  姫路市

### 交差する道路
| 交差する道路 | 都道府県名 | 市町村名 | 市町村名 | 交差する場所     | 交差する場所                           |
| --- | ---------- | -------- | -------- | ---------------- | -------------------------------------- |
| 国道176号 重複区間起点 国道178号 重複区間起点 京都府道・兵庫県道2号宮津養父線 重複区間起点 京都府道802号田井大垣自転車道線 | 京都府     | 宮津市   | 宮津市   | 鶴賀             | 起点                                   |
| 京都府道9号綾部大江宮津線                                                                                                  | 京都府     | 宮津市   | 宮津市   | 浜町             |                                        |
| 京都府道802号田井大垣自転車道線 重複区間起点                                                                               | 京都府     | 宮津市   | 宮津市   | 漁師（）         |                                        |
| 京都府道802号田井大垣自転車道線 重複区間終点                                                                               | 京都府     | 宮津市   | 宮津市   | 漁師             |                                        |
| 京都府道802号田井大垣自転車道線 重複区間起点                                                                               | 京都府     | 宮津市   | 宮津市   | 漁師             |                                        |
| 京都府道・兵庫県道2号宮津養父線 重複区間終点 京都府道802号田井大垣自転車道線 重複区間終点                                  | 京都府     | 宮津市   | 宮津市   | 杉末             | [ 注釈 10 ]                            |
| 京都府道・兵庫県道2号宮津養父線 重複区間起点 京都府道802号田井大垣自転車道線 重複区間起点                                  | 京都府     | 宮津市   | 宮津市   | 須津             | [ 注釈 11 ]                            |
| 京都府道614号岩滝口停車場線                                                                                                | 京都府     | 宮津市   | 宮津市   | 須津             | 岩滝口駅前交差点                       |
| 国道178号 重複区間終点 国道482号 京都府道802号田井大垣自転車道線 重複区間終点                                              | 京都府     | 宮津市   | 宮津市   | 須津             | 消防署前交差点                         |
| 京都府道・兵庫県道2号宮津養父線 重複区間終点                                                                               | 京都府     | 宮津市   | 宮津市   | 須津             | 石田橋交差点                           |
| E9 山陰近畿自動車道 | 京都府     | 宮津市   | 宮津市   | 須津             | 与謝天橋立IC                           |
| 京都府道613号下地与謝野停車場線                                                                                            | 京都府     | 与謝郡   | 与謝野町 | 石川             | 下地交差点                             |
| 国道176号 重複区間終点 | 京都府     | 与謝郡   | 与謝野町 | 石川             | 石川交差点                             |
| 京都府道803号加悦岩滝自転車道線                                                                                            | 京都府     | 与謝郡   | 与謝野町 | 上山田           |                                        |
| 京都府道・兵庫県道2号宮津養父線                                                                                            | 京都府     | 与謝郡   | 与謝野町 | 上山田           | 水戸谷（）交差点                       |
| 京都府道655号味土野大宮線                                                                                                  | 京都府     | 京丹後市 | 京丹後市 | 大宮町三重       | 酒戸古（）交差点                       |
| 京都府道76号野田川大宮線                                                                                                   | 京都府     | 京丹後市 | 京丹後市 | 大宮町谷内       | 谷内交差点                             |
| 京都府道656号間人大宮線 重複区間起点                                                                                       | 京都府     | 京丹後市 | 京丹後市 | 大宮町谷内       | 谷内塚本交差点                         |
| 京都府道651号大宮岩滝線 | 京都府     | 京丹後市 | 京丹後市 | 大宮町周枳（）   | 京丹後大宮IC口交差点                   |
| 京都府道656号間人大宮線 重複区間終点 京都府道657号明田京丹後大宮停車場線                                                   | 京都府     | 京丹後市 | 京丹後市 | 大宮町周枳       | 周枳交差点                             |
| 京都府道658号久住河辺線 京都府道659号二箇河辺線                                                                            | 京都府     | 京丹後市 | 京丹後市 | 大宮町河辺（）   | 河辺千丈敷（）交差点                   |
| 国道482号 重複区間起点 | 京都府     | 京丹後市 | 京丹後市 | 峰山町長岡       | 長岡大橋交差点                         |
| 京都府道17号網野峰山線 | 京都府     | 京丹後市 | 京丹後市 | 峰山町長岡       | 長岡交差点                             |
| 京都府道659号二箇河辺線 | 京都府     | 京丹後市 | 京丹後市 | 峰山町二箇       |                                        |
| 京都府道・兵庫県道704号鱒留但東線                                                                                          | 京都府     | 京丹後市 | 京丹後市 | 峰山町鱒留（）   | 大路口（）交差点                       |
| 国道482号 重複区間終点 | 京都府     | 京丹後市 | 京丹後市 | 久美浜町佐野     | 佐野たけだ橋交差点                     |
| 京都府道668号野中小天橋停車場線                                                                                            | 京都府     | 京丹後市 | 京丹後市 | 久美浜町野中     | 野中交差点                             |
| 京都府道・兵庫県道703号永留豊岡線                                                                                          | 京都府     | 京丹後市 | 京丹後市 | 久美浜町永留（） |                                        |
| 京都府道669号芦原甲山線 | 京都府     | 京丹後市 | 京丹後市 | 久美浜町橋爪     | 橋爪交差点                             |
| 兵庫県道・京都府道706号町分久美浜線                                                                                        | 京都府     | 京丹後市 | 京丹後市 | 久美浜町友重（） | 友重交差点                             |
| 国道178号 重複区間起点 | 京都府     | 京丹後市 | 京丹後市 | 久美浜町         | 本願寺前交差点                         |
| 京都府道・兵庫県道122号久美浜気比線 京都府道670号久美浜停車場線 重複                                                       | 京都府     | 京丹後市 | 京丹後市 | 久美浜町栄町     | 栄町交差点                             |
| 国道178号 重複区間終点 | 兵庫県     | 豊岡市   | 豊岡市   | 下宮（）         | 下宮地蔵東交差点                       |
| 兵庫県道160号奥野コウノトリの郷停車場線 重複区間起点 兵庫県道239号下宮六地蔵線                                             | 兵庫県     | 豊岡市   | 豊岡市   | 下宮             |                                        |
| 兵庫県道160号奥野コウノトリの郷停車場線 重複区間終点                                                                       | 兵庫県     | 豊岡市   | 豊岡市   | 鎌田             | 鎌田交差点                             |
| 兵庫県道536号口小野庄境線                                                                                                  | 兵庫県     | 豊岡市   | 豊岡市   | 庄境             | 庄境交差点                             |
| 兵庫県道3号豊岡瀬戸線 | 兵庫県     | 豊岡市   | 豊岡市   | 元町             | 立野橋（）交差点                       |
| 国道426号 | 兵庫県     | 豊岡市   | 豊岡市   | 九日市下町（）   | 円山大橋西詰交差点                     |
| 兵庫県道728号但馬空港インター線                                                                                            | 兵庫県     | 豊岡市   | 豊岡市   | 上佐野           | 但馬空港入口交差点                     |
| 兵庫県道250号藤井上石線 | 兵庫県     | 豊岡市   | 豊岡市   | 日高町上石（）   | 国府駅前交差点                         |
| 兵庫県道249号府市場伏線 | 兵庫県     | 豊岡市   | 豊岡市   | 日高町府市場（） |                                        |
| 兵庫県道1号日高竹野線 | 兵庫県     | 豊岡市   | 豊岡市   | 日高町土居       | 土居西交差点                           |
| 国道482号 重複区間起点 | 兵庫県     | 豊岡市   | 豊岡市   | 日高町祢布（）   | 祢布交差点                             |
| 国道482号 重複区間終点 | 兵庫県     | 豊岡市   | 豊岡市   | 日高町岩中       | 岩中交差点                             |
| 京都府道・兵庫県道2号宮津養父線 重複区間起点                                                                               | 兵庫県     | 養父市   | 養父市   | 八鹿町下小田     | 下小田交差点                           |
| 京都府道・兵庫県道2号宮津養父線 重複区間終点                                                                               | 兵庫県     | 養父市   | 養父市   | 八鹿町上小田     | 上小田北交差点                         |
| 兵庫県道6号養父宍粟線 重複区間起点                                                                                         | 兵庫県     | 養父市   | 養父市   | 八鹿町下網場（） | 宮越交差点                             |
| 京都府道・兵庫県道2号宮津養父線 重複区間起点 兵庫県道104号物部藪崎線                                                       | 兵庫県     | 養父市   | 養父市   | 薮崎             | 大屋橋交差点                           |
| 兵庫県道6号養父宍粟線 重複区間終点                                                                                         | 兵庫県     | 養父市   | 養父市   | 小城（）         |                                        |
| 国道9号 重複区間起点 京都府道・兵庫県道2号宮津養父線 重複区間終点                                                          | 兵庫県     | 養父市   | 養父市   | 上野             | 上野南交差点                           |
| 兵庫県道271号朝倉養父停車場線 重複区間起点                                                                                 | 兵庫県     | 養父市   | 養父市   | 上野             | 上野交差点                             |
| 兵庫県道271号朝倉養父停車場線 重複区間終点                                                                                 | 兵庫県     | 養父市   | 養父市   | 堀畑             | 堀畑交差点                             |
| 兵庫県道527号畑宮田線 | 兵庫県     | 朝来市   | 朝来市   | 和田山町法道寺   | 法道寺交差点                           |
| 兵庫県道10号朝来出石線 兵庫県道104号物部藪崎線 / 別線 重複区間起点                                                         | 兵庫県     | 朝来市   | 朝来市   | 和田山町宮田     | 宮田交差点                             |
| 兵庫県道104号物部藪崎線 / 別線 重複区間終点                                                                                | 兵庫県     | 朝来市   | 朝来市   | 和田山町土田     | 宮田交差点                             |
| 国道9号 重複区間終点 兵庫県道273号金浦和田山線                                                                             | 兵庫県     | 朝来市   | 朝来市   | 和田山町玉置     | 一本柳交差点                           |
| E72 北近畿豊岡自動車道 E95 播但連絡道路                                                                                    | 兵庫県     | 朝来市   | 朝来市   | 和田山町加都（） | 和田山インター前交差点 17 和田山IC/JCT |
| 兵庫県道136号浅野山東線 重複区間起点                                                                                       | 兵庫県     | 朝来市   | 朝来市   | 和田山町加都     | 加都北交差点                           |
| 兵庫県道136号浅野山東線 重複区間終点                                                                                       | 兵庫県     | 朝来市   | 朝来市   | 和田山町加都     | 加都交差点                             |
| 兵庫県道277号溝黒竹田線 | 兵庫県     | 朝来市   | 朝来市   | 和田山町竹田     | 竹田城下町交差点                       |
| 兵庫県道70号十二所澤線 | 兵庫県     | 朝来市   | 朝来市   | 澤               | 澤（第一）交差点                       |
| 兵庫県道526号与布土桑市線 重複区間起点                                                                                     | 兵庫県     | 朝来市   | 朝来市   | 伊由市場         | 伊由市場交差点                         |
| 兵庫県道526号与布土桑市線 重複区間終点                                                                                     | 兵庫県     | 朝来市   | 朝来市   | 石田             | 石田交差点                             |
| 国道429号 重複区間起点 | 兵庫県     | 朝来市   | 朝来市   | 山口             | 朝来インター東交差点                   |
| E95 播但連絡道路 | 兵庫県     | 朝来市   | 朝来市   | 生野町円山（）   | 15 生野北第二ランプ                    |
| E95 播但連絡道路 | 兵庫県     | 朝来市   | 朝来市   | 生野町円山       | 14 生野北第一ランプ                    |
| 国道429号 重複区間終点 | 兵庫県     | 朝来市   | 朝来市   | 生野町口銀谷（） |                                        |
| 兵庫県道39号一宮生野線 | 兵庫県     | 朝来市   | 朝来市   | 生野町口銀谷     | 生野交差点                             |
| E95 播但連絡道路 | 兵庫県     | 神崎郡   | 神河町   | 大山             | 神崎北ランプ交差点 12 神崎北ランプ     |
| 兵庫県道8号加美宍粟線 重複区間起点                                                                                         | 兵庫県     | 神崎郡   | 神河町   | 粟賀町（）       | 神崎総合病院前交差点                   |
| 兵庫県道8号加美宍粟線 重複区間終点                                                                                         | 兵庫県     | 神崎郡   | 神河町   | 福本             | 福本東交差点                           |
| E95 播但連絡道路 | 兵庫県     | 神崎郡   | 市川町   | 屋形             | 市川北ランプ交差点 10 市川北ランプ     |
| 兵庫県道214号鶴居停車場線                                                                                                  | 兵庫県     | 神崎郡   | 市川町   | 屋形             |                                        |
| 兵庫県道215号甘地停車場線                                                                                                  | 兵庫県     | 神崎郡   | 市川町   | 西川辺（）       | 市川町役場前交差点                     |
| 兵庫県道34号西脇八千代市川線                                                                                               | 兵庫県     | 神崎郡   | 市川町   | 西田中           | 落合橋東詰交差点                       |
| 兵庫県道405号甘地福崎線 | 兵庫県     | 神崎郡   | 福崎町   | 福崎新           | 福崎新町交差点                         |
| 兵庫県道23号三木宍粟線 | 兵庫県     | 神崎郡   | 福崎町   | 福崎新           | 福崎大橋西交差点                       |
| 兵庫県道410号中寺北条線 重複区間起点                                                                                       | 兵庫県     | 姫路市   | 姫路市   | 香寺町溝口       | 溝口交差点                             |
| 兵庫県道410号中寺北条線 重複区間終点                                                                                       | 兵庫県     | 姫路市   | 姫路市   | 香寺町溝口       | 溝口南交差点                           |
| 兵庫県道81号小野香寺線 | 兵庫県     | 姫路市   | 姫路市   | 香寺町広瀬       | 広瀬北交差点                           |
| 兵庫県道80号宍粟香寺線 | 兵庫県     | 姫路市   | 姫路市   | 香寺町広瀬       | 広瀬交差点                             |
| 兵庫県道373号大柳仁豊野線                                                                                                  | 兵庫県     | 姫路市   | 姫路市   | 仁豊野（）       |                                        |
| 兵庫県道216号仁豊野停車場線                                                                                                | 兵庫県     | 姫路市   | 姫路市   | 仁豊野           |                                        |
| E95 播但連絡道路 | 兵庫県     | 姫路市   | 姫路市   | 砥堀             | 砥堀北交差点 5 砥堀ランプ              |
| 兵庫県道518号砥堀本町線 | 兵庫県     | 姫路市   | 姫路市   | 砥堀             | 砥堀交差点                             |
| 兵庫県道218号西田原姫路線 重複区間起点                                                                                     | 兵庫県     | 姫路市   | 姫路市   | 砥堀             | 生野橋西交差点                         |
| 兵庫県道218号西田原姫路線 重複区間終点                                                                                     | 兵庫県     | 姫路市   | 姫路市   | 西中島           | 西中島交差点                           |
| 兵庫県道516号姫路環状線 重複区間起点                                                                                       | 兵庫県     | 姫路市   | 姫路市   | 野里             | 西中島南交差点                         |
| 兵庫県道218号西田原姫路線 兵庫県道398号花田野里線                                                                          | 兵庫県     | 姫路市   | 姫路市   | 野里             | 大日交差点                             |
| 兵庫県道218号西田原姫路線                                                                                                  | 兵庫県     | 姫路市   | 姫路市   | 野里             | 大日町北交差点                         |
| 国道372号 | 兵庫県     | 姫路市   | 姫路市   | 野里             | 二本松交差点                           |
| 国道2号 重複区間起点 兵庫県道516号姫路環状線 重複区間終点                                                                  | 兵庫県     | 姫路市   | 姫路市   | 市川橋通         | 姫路天神前交差点                       |
| 兵庫県道398号花田野里線 兵庫県道517号妻鹿花田線                                                                            | 兵庫県     | 姫路市   | 姫路市   | 花田町一本松     | 一本松交差点                           |
| 兵庫県道397号花田御着停車場線 重複区間起点                                                                                 | 兵庫県     | 姫路市   | 姫路市   | 御国野町国分寺   | 御着駅前交差点                         |
| 国道2号 重複区間終点 兵庫県道397号花田御着停車場線 重複区間終点 兵庫県道551号国分寺白浜線 重複区間起点                     | 兵庫県     | 姫路市   | 姫路市   | 御国野町国分寺   | 御国野交差点                           |
| 国道2号 / 姫路バイパス 兵庫県道551号国分寺白浜線 重複区間終点                                                              | 兵庫県     | 姫路市   | 姫路市   | 継（）           | 姫路東ランプ交差点 / 終点 姫路東ランプ |

## ギャラリー

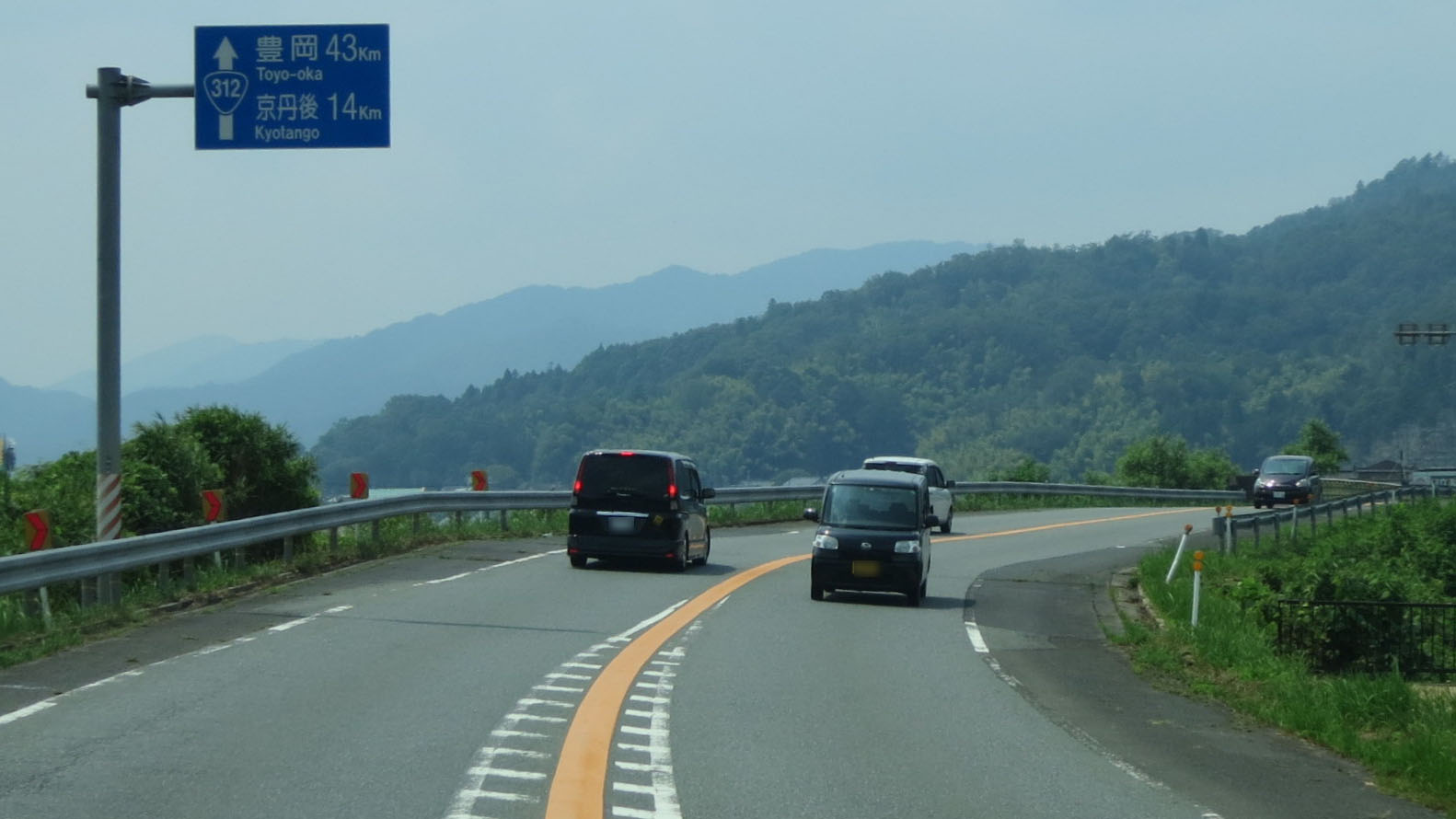
京都府与謝郡与謝野町石川
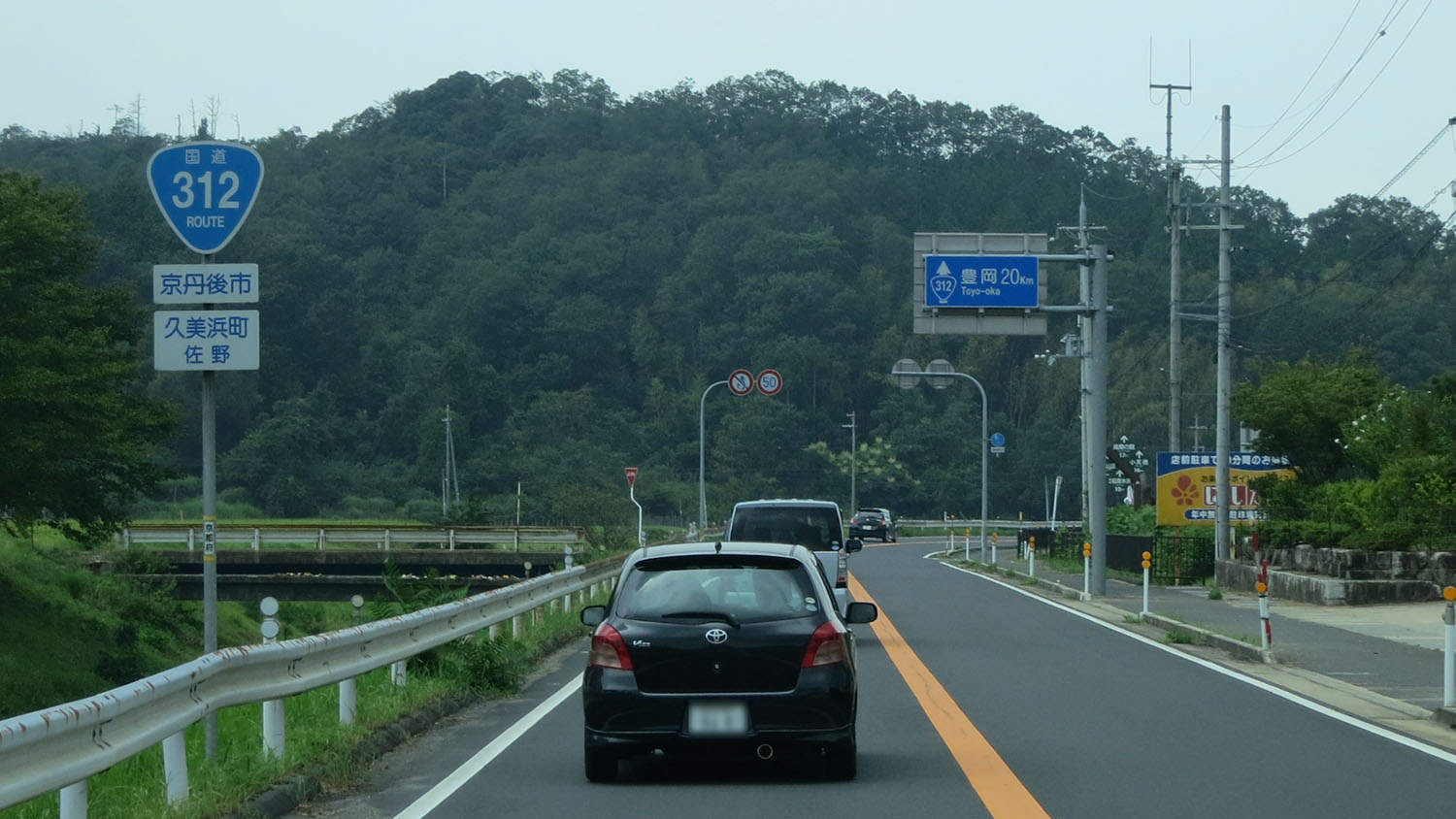
京都府京丹後市久美浜町佐野
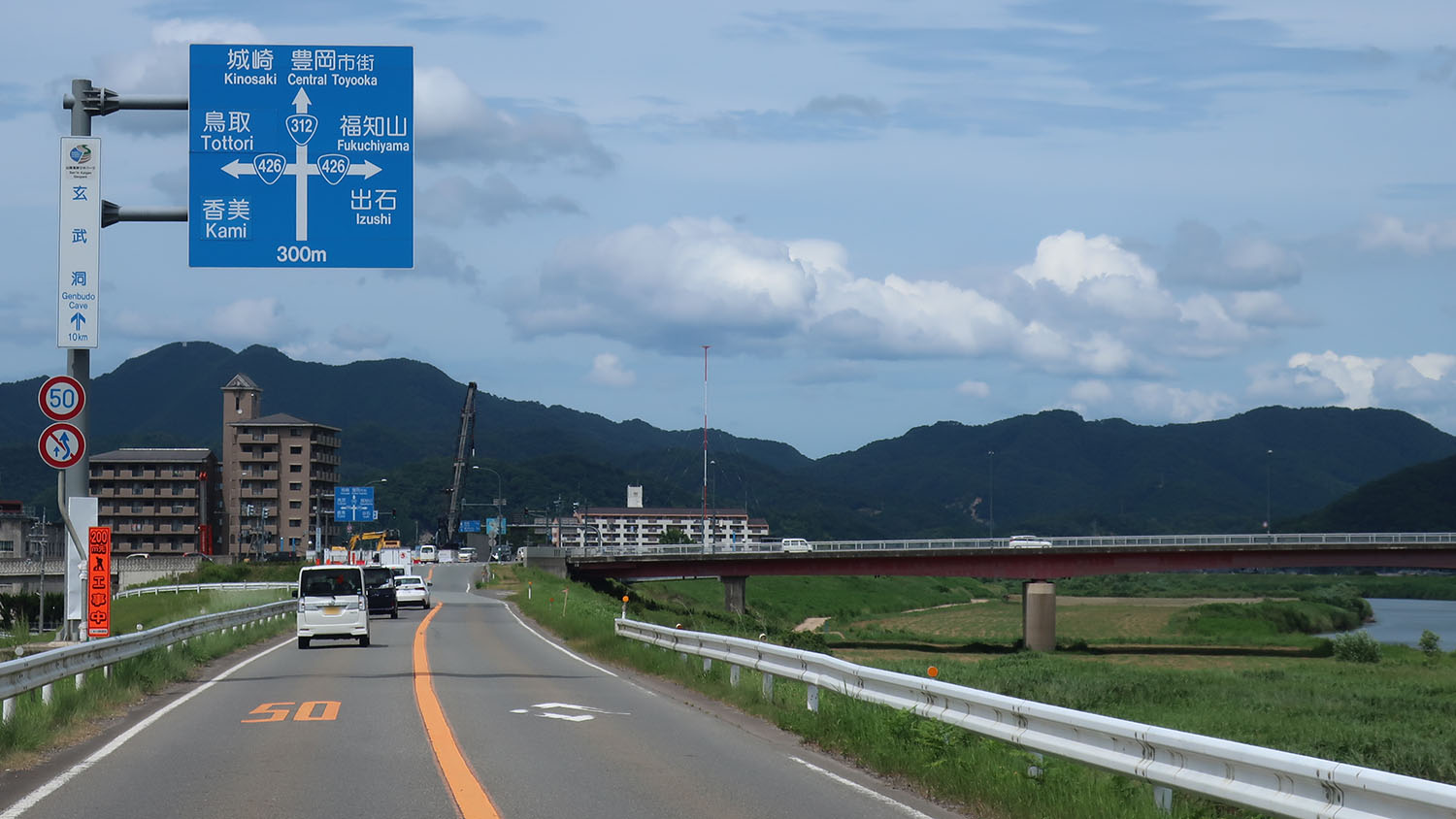
国道426号との交差 兵庫県豊岡市九日市中町
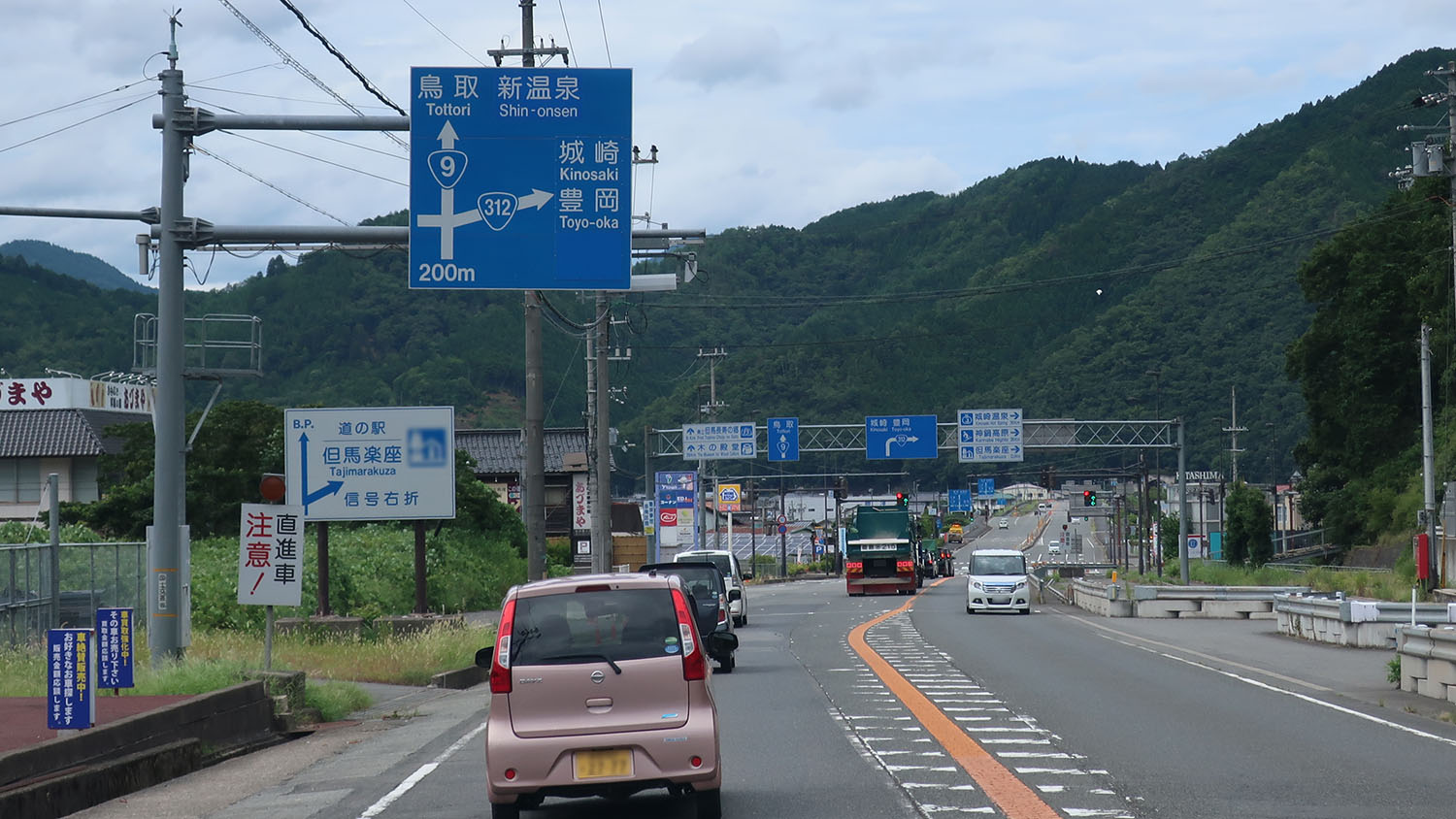
国道9号との分岐 兵庫県養父市上野